# Mars 1902

## Événements
- Canada : les AAA de Montréal remportent la Coupe Stanley contre les Victorias de Winnipeg.
- Russie : le révolutionnaire russe Lénine publie Que faire ?. Il exprime ses vues sur la construction d’un parti révolutionnaire fortement centralisé. La majorité des groupes sociaux-démocrates se rallient à la ligue de l’Iskra.
- Mars - avril, Russie : troubles agraires dans les provinces de Kharkov et de Poltava. Répression.
- 11 mars : fondation de la Compagnie de chemin de fer du Katanga.
- 24 mars : fondation du parti socialiste français (Jean Jaurès) par les socialistes réformistes.
- 26 mars : convention russo-chinoise sur un retrait progressif des troupes russes de Mandchourie.

## Naissances
- 1er mars : Paul Dungler, industriel du textile, militant royaliste et résistant français († 25 août 1974).
- 10 mars : Lucien Weil, peintre français († 3 avril 1963).
- 22 mars : Ernest Mottard, coureur cycliste belge († 30 décembre 1949).
- 25 mars : Gustave Van Slembrouck, coureur cycliste belge († 7 juillet 1968).
- 28 mars : Aimé Dossche, coureur cycliste belge († 30 octobre 1985).
- 29 mars : Marcel Aymé, écrivain français († 14 octobre 1967).
- 31 mars : André Lanskoy, peintre russe († 22 août 1976).

## Décès
- 3 mars : Henri Gourgouillon, sculpteur français (° 1858)
- 26 mars: Cecil Rhodes, politicien britannique et sud-africain (° 5 juillet 1853).